# Přádelna Karla Bienerta
Přádelna Karla Bienerta je bývalý průmyslový podnik v Bílém Potoce, obci na severu České republiky, ve Frýdlantském výběžku Libereckého kraje.

## Historie

### Začátky provozu
Továrnu na výrobu příze nechal u soutoku Smědé s Hájeným potokem roku 1852 vybudovat Ignaz Lange. Zájezdní hostinec, jenž s továrnou sousedil, přestavěl na kanceláře a na byty pro nové zaměstnance. V roce 1860 koupili závod bratři Cordellovi. Od nich ji roku 1882 odkoupil liberecký podnikatel Karl Bienert junior, v té době majitel společnosti Karl Bienert & Sohn. Podle jiných zdrojů však ještě bratři Cordellovi roku 1884 v továrně vyměnili pohon z vodního kola na parní pocházející z kotle od společnosti Ringhoffer. Parní stroj měl výkon 130 koňských sil a pomáhal vykrýt nižší průtok v řece Smědé, která od vzniku továrny prostřednictvím vodního kola o průměru 10,8 metru představovala jediný zdroj energie pro celý výrobní proces. I po instalaci parního stroje se ale vodní energie využívalo i nadále, aby se jejím prostřednictvím snížila spotřeba uhlí nutná k pohonu parního stroje.

### Přestavba objektu
Následně Bienert továrnu přestavěl podle plánů stavitele Josefa Niessera, které zpracoval roku 1882. Během roku 1902 proběhla modernizace zařízení továrny, aby se v ní dala zpracovávat česaná a vigoňová příze. Další úpravy se realizovaly roku 1907, kdy provoz získal vodní turbínu s výkonem 130 koňských sil, která byla navíc vhodněji umístěná než původní vodní kolo, takže odpadl do té doby užívaný úhlový převod na jednotlivé transmise. Původní vývařiště, v němž se do té doby nacházelo vodní kolo, překonávala voda pomocí tlakového potrubí. Výměny se navíc dočkal i parní stroj, jenž měl nově výkon o padesát koňských sil vyšší než předchozí (nově 180 koňských sil) a i ten se osadil tak, aby souhlasil s osami transmisí.

### Požár továrny a její obnova
Továrnu však postihl požár, který ji srovnal se zemí. K neštěstí v noci z 5. na 6. února 1913. Příčinou požáru byla velká vznětlivost a výbušnost prachu ze spřádané bavlny a také nedostatečný systém protipožárního zabezpečení, který disponoval pouze kbelíky na vodu a pískem. Neštěstí si vyžádalo životy pěti dělníků a na jejich počest je před továrnou vysazeno pět tújí. Majitel podniku Karl Bienert plánoval místo opustit, ale jeho vnuk Emil Bienert si ji na svém dědovi vyprosil, protože vycítil potenciál ve vývozu kobercové příze, kterou jeho děd v bělopotocké továrně od roku 1907 produkoval. Emil Bienert si od bank ve Švýcarsku vypůjčil finanční prostředky pomocí nichž továrnu znovu postavil. Navíc si vybudoval síť obchodních kontaktů jak v Indii, tak na Blízkém východě, kam mohl svou kobercovou přízi dodávat jako surovinu pro zhotovování orientálních koberců.
Autorem obnovené továrny se stal Heinrich Ziegler ze Žitavy. Navrhl čtyřpodlažní přádelnu o skeletové železobetonové konstrukci dvakrát osm polí (každé o rozměrech 4,08 na 7,15 metru). Při její jižní stěně naplánoval turbínovou halu, na západní straně strojovnu s kotelnou a u severní stěny přádelny schodišťovou věž s vodní nádrží, mající objem 30 tisíc litrů vody využitelná při případném požáru. Aby voda v nádrži nezamrzla, zahříval ji tepelný výměník vytápěný parním kotlem. V samostatných objektech se pak ještě nachází sklady, jež jsou situovány severně od přádelny, a trhárna, která je od přádelny umístěna východním směrem. Při budování železobetonové konstrukce objektu se využilo cihel z původní vyhořelé továrny, což mělo za následek snížení nákladů na stavbu nových budov. Instalovaný parní kotel firmy Breitfeld–Daněk byl roku 1926 doplněn dvojicí Francisových turbín značky Voith. Původní kotel z roku1907 však v továrně zůstal až do 21. století.
Pokud by v závodě k požáru skutečně došlo a teplota překonala kritický bod v úrovni přibližně 98 stupňů Celsiovy škály, v potrubí rozvedeném po celém areálu objektu, natlakovaném vzduchem a opatřeném takzvanými Sprinklerovými sklápěcími hlavicemi by v místě neštěstí došlo v hlavici k roztavení plíšku spájeného nízkotavným cínem, který držel ucpávku ve formě skleněné kuličky. Následně by vlivem poklesu tlaku vzduchu začala do místa požáru proudit z nádrže voda, jež by současně rozpohybovala malou Peltonovu vodní turbínu, která by rozezněla požární sirénu instalovanou na nádvoří areálu. Vzhledem k tomu, že se v potrubí nacházel natlakovaný vzduch, nedocházelo v zimě k jeho poškození mrazem ani ke korozi.

### Období druhé světové války
Továrník Bienert musel ve třicátých letech 20. století ve svém podniku vlivem hospodářské krize zastavit výrobu. Za druhé světové války se v továrně pro wehrmacht montovaly letecká radiokomunikační zařízení, pro něž se jednotlivé součástky vyráběly v okolních provozech. Počínaje podzimem 1942 v továrně pracovalo více než šedesát ruských a běloruských válečných zajatců. Vedle telekomunikační výroby zůstala zachována i část textilní produkce, když se zde látkový odpad z fronty trhal a zpracovával na přízi pro technické látky. Na konci války se dcery majitelů továrny, manželů Bienertových, před blížícími se vojáky Rudé armády po dobu dvou týdnů ukrývaly v někdejším vývařišti vodního kola. Jejich matka jim sem po tu dobu nosila jídlo a pití.
Když válka skončila, zdejší Němci v rámci odsunu odešli a na jejich místa přicházeli lidé z československého vnitrozemí. Na podnik byla uvalena národní správa. Odsunutému Emilu Bienertovi švýcarští bankéři neuznali skutečnost, že jeho závod československé úřady zkonfiskovaly, a tak musel ještě po dobu osmnácti let splácet úvěr továrnu, kterou v tu dobu již ve skutečnosti nevlastnil. Po roce 1948 se přádelna stala součástí národního podniku Fryba a posléze Bytex, který zde vyráběl kobercovou přízi. V roce 1984 rozbili příznivci hnutí Brontosaurus vodní turbínu přádelny ve snaze o překonání plánovaného množství sesbíraných kovů. Zničené zařízení sloužilo k pohonu transmisí v celé továrně.

### Konec textilní továrny a přerod vmuzeum
Mezi roky 1990 a 2001 působila v areálu továrny chrastavská akciová společnost Mykana, která se ale na začátku 21. století dostala do hospodářských obtíží, vyhlásila celozávodní dovolenou, během níž byl na Mykanu vyhlášen konkurz, čímž skončila výroba kobercové příze v bělopotocké továrně.
Počínaje rokem 2002 je majitelem továrny Pavel Šercl, který v ní provozuje specializovanou dílnu, v níž provádí opravy historické techniky. V areálu navíc majitel ve spolupráci s pražským Vojenským historickým ústavem zřídil Jizerskohorské technické muzeum, které prezentuje letecké motory. V letech 2010 a 2024 postihly Bílý Potok povodně, které poškodily vodohospodáři zanedbávané koryto řeky Smědé. Proudící voda podemlela nosné zdi objektů, jimž tak hrozilo zřícení. Náklady na opravu se na konci roku 2024 pohybovaly nad třemi miliony korun českých. Založil proto na platformě Donio veřejnou sbírku, pomocí níž chtěl vybrat částku dva miliony.
Od 28. dubna 2011 je areál kulturní památkou České republiky.